# Wólka Horyniecka
Wólka Horyniecka – wieś w Polsce położona w województwie podkarpackim, w powiecie lubaczowskim, w gminie Horyniec-Zdrój.
W latach 1975 – 1998 miejscowość należała administracyjnie do województwa przemyskiego.
Wierni Kościoła rzymskokatolickiego należą do parafii Niepokalanego Poczęcia Najświętszej Maryi Panny w Horyńcu-Zdroju.

## Części wsi
| SIMC    | Nazwa      | Rodzaj    |
| ------- | ---------- | --------- |
| 0603030 | Łyszczochy | część wsi |
| 0603046 | Papiernia  | część wsi |

We wsi znajduje się rzymskokatolicki kościół filialny pod wezwaniem św. Brata Alberta należący do parafii Niepokalanego Poczęcia NMP w Horyńcu-Zdroju i 7 przydrożnych kamiennych krzyży bruśnieńskich.
Między Wólką a Basznią Górną w lesie Kaplisze znajduje się stara rampa kolejowa. Obok rampy kolejowej, po drugiej stronie drogi, znajduje się staw rybny "Stawki".